# Мартас Винярд
Мартас Винярд (на английски: Martha's Vineyard) е остров на 6 km южно от Кейп Код в щата Масачузетс, САЩ. Популярен морски курорт, през летните месеци постоянното население се увеличава от 15 000 на 75 000 жители. Стандартът на живот тук е значителното по-висок от средния за страната – цените на стоките за потребление с 60 % по-високи, а имотите с 96%. Самият президент Барак Обама притежава къща на острова. Почти всяко лято, той и семейството му прекарват няколко дена, необезпокоявани от никого.

## География
Мартас Винярд има площ от 226,6 km². Дължината му е 32 км, а широчината варира от 3 до 16 километра. Най-големият град е Едгартаун с население от 4067 (2010).